# 72-es főút (Magyarország)
A 72-es számú főút egy rövid Veszprém vármegyei kétszámjegyű főút, amely a Balaton északi partján haladó 71-es főutat köti össze a 8-as főúttal. Hossza 7 kilométer.

## Fekvése
Balatonfűzfő belterületén indul a 71-es főút elágazásaként, egy körforgalomban. Fő iránya kezdetben az északi, majd Litér térségében egyre inkább északnyugati majd nyugati irányt vesz. Röviddel a kezdete után csatlakozik a 710-es főút. 1+900-as kilométerszelvénye táján kiágazik belőle Papkeszi és Balatonkenese irányába a 7213-as út, majd néhány méterrel ezután a főút a MÁV 27-es számú Lepsény–Veszprém-vasútvonaláról az itteni vegyi üzemekhez leágazó iparvágányokat is keresztezi. Nem sokkal ezután, a 3. kilométerénél kiágazik belőle a Királyszentistván és Sóly felé vezető 7216-os út, majd elhalad Litér lakott területének az északkeleti peremén (a falu lakott területére önkormányzati utak vezetnek). Az 5+700-as kilométerszelvényénél pedig beletorkollik, még mindig litéri területen a 7202-es út, amely Szabadbattyántól húzódik idáig, majdnem 35 kilométer megtételén van túl.
A 8-as főútba csatlakozva ér véget, Veszprémtől 5 kilométerre keletre, a város kádártai városrésze határában. Mivel azonban a 8-as ezen a szakaszon osztott pályás, közvetlenül nem találkozik vele a 72-es, hanem felüljárón halad el fölötte, míg le- és felhajtó ágakon lehet a két főút között közlekedni. A 72-es a felüljáró nyugati végén egy körforgalomban ér véget.